# SN 2003by
SN 2003by – supernowa odkryta 7 marca 2003 roku w galaktyce A092230+2907. W momencie odkrycia miała maksymalną jasność 22,10m.